# Přenos dat

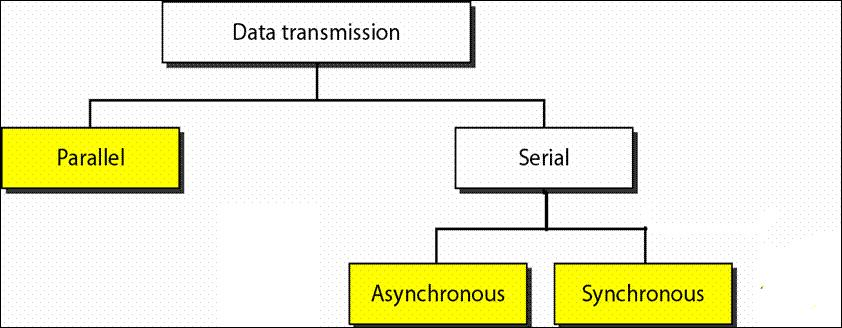
Základní schéma různých variant způsobu přenosu dat: paralelní, sériový (asynchronní, synchronní).

Přenos dat je přenos digitálních zpráv nebo digitalizovaného analogového signálu pomocí fyzického dvoubodového nebo vícebodového přenosového média, kterým může být metalický kabel, optický kabel nebo bezdrátový přenos. Přenos zahrnuje vysílání (zkratka Tx) a příjem (zkratka Rx). Přenosové technologie a metody se vztahují k fyzickým vlastnostem protokolů jako je modulace, demodulace, linkový kód, ekvalizace, detekce a oprava chyb, bitová synchronizace a multiplexování.
Datová komunikace nebo digitální komunikace je poněkud širší pojem než přenos dat. Zahrnuje i přípravu k odeslání, řízení přenosu a procesy navazující na příjem. Tyto úlohy jsou obvykle realizované vyššími vrstvami, a mohou zahrnovat např. digitalizaci analogového signálu a kompresi dat.

## Historie a využití
Data se šířila ne-elektronickou formou (např. opticky, akusticky, mechanicky) v podstatě od vzniku komunikace. Analogový datový signál byl posílán elektronicky od příchodu telefonu. Nicméně, první uskutečnění datového elektromagnetického přenosu v moderní době byl pomocí telegrafie (1809), která pracuje s digitálními signály. Všechny základní teoretické práce o přenosu dat a informačních teoriích zpracovaných osobnostmi jako Harry Nyquist, Ralph Hartley, Claude Shannon a dalšími během počátku 20. století, byly vytvořeny s ohledem na toto použití.
Přenos dat je využíván v počítačích, na počítačových sběrnicích a pro komunikaci s periferními zařízeními přes paralelní a sériové porty, jako RS-232 (1969), Firewire (1995) a USB (1996). Principy přenosu dat jsou využívány také v paměťových médiích pro detekci a korekci chyb od roku 1951. Přenos dat je využíván v zařízení počítačových sítí, jako jsou modemy (1940), adaptéry lokální sítě (LAN (1964), opakovače, rozbočovače, mikrovlnné spoje, bezdrátové přístupové body (1997), atd.
V telefonních sítí je digitální komunikace využívána pro přenos telefonátů přes měděné nebo optické kabely pomocí pulzně-kódové modulace (PCM), tedy vzorkování a digitalizace signálu, v kombinaci s multiplexováním (1962). Telefonní ústředny se staly digitálními a softwarově řízenými, což usnadňuje funkci mnoha rozšiřujících služeb. Například první telefonní ústředna AXE byla uvedena v roce 1976. Od konce osmdesátých let, byla digitální komunikace umožněna koncovému uživateli, pomocí digitální sítě integrovaných služeb (ISDN). Od konce devadesátých let se staly technologie širokopásmového přístupu jako je ADSL, kabelové modemy, FTTB a FTTH, široce rozšířenými pro malé kanceláře a domácnosti. Současným trendem je nahradit tradiční telekomunikační služby pomocí paketové komunikace, jako je IP telefonie a IPTV.
Přenos analogových signálů digitálně, umožňuje lepší možnosti zpracování signálu. Schopnost zpracovat signál znamená, že komunikační chyby způsobené náhodnými okolnostmi při přenosu, je možno zjistit a opravit. Digitální signály mohou být také vzorkovány namísto periodického monitorování. I multiplexování několika digitálních signálů je také mnohem jednodušší než multiplexování analogových signálů. Všechny tyto výhody a nedávný pokrok v širokopásmových komunikačních kanálech a elektronice, který umožnil vědcům jich plně využít, se digitální komunikace rychle rozrostla. Digitální komunikace začala vytlačovat analogovou komunikaci kvůli obrovské poptávce po přenosu počítačových dat a schopnosti digitálních komunikace, která to umožňuje. Digitální revoluce má také za následek rozvoj mnoha digitálních telekomunikačních aplikací, kde jsou použity principy přenosu dat. Příklady jsou mobilní telefonie, videokonference, digitální televize (1998), digitální rádio (1999), telemetrie, atd.

## Analogový a digitální přenos
Analogový přenos je přenos spojitého proměnného signálu, digitální komunikace je přenos diskrétních zpráv. Tyto zprávy jsou buďto reprezentovány sledem impulsů prostřednictvím linkového kódu (základní pásmo) nebo omezeným počtem lineárních průběhů (přeložené pásmo), a to za použití digitální modulace. Modulace přeloženého pásma a odpovídající demodulace (nebo také detekce) se provádí prostřednictvím modemu. Podle nejběžnější definice digitálního signálu jsou oba signály – základního i přeloženého pásma, které jsou reprezentovány bitovými toky, považovány za digitální vysílání. Naproti tomu jiná alternativní definice považuje pouze signál v základním pásmu jako digitální a přenos přeloženého pásma digitálních dat jako formu digitálně-analogového převodu. Přenášená data mohou být digitální zprávy pocházející z datového zdroje, jako například počítač nebo klávesnice, ale také analogový signál, jako telefonní hovor nebo video signál, digitalizovaný do bitového proudu (např. pomocí pulzně kódové modulace).
Digitální přenos nebo přenos dat tradičně patří do oblasti telekomunikací a elektrotechniky. Základní principy přenosu dat mohou být pokryty v rámci počítačové vědy/techniky v oboru datové komunikace. To zahrnuje také počítačové sítě, počítačové komunikační aplikace a síťové protokoly, například směrování a meziprocesovou komunikaci. Ačkoli TCP (Transmission Control Protocol, tj. protokol řízeného přenosu) zahrnuje pojem „přenos“, není TCP a jiné protokoly transportní vrstvy obvykle popsán v učebnicích nebo v kurzech o přenosu dat, ale v počítačových sítích.

## Přenos základního nebo přeloženého pásma
Fyzicky se dá signál přenášet jednou z následujících možností:
Signál v základním pásmuSignál v základním pásmu je sekvence elektrických nebo světelných pulzů vytvořených pomocí linkového kódu, jako je kódování Manchester. Obvykle se používá u sériových kabelů, kabelové sítě LAN, jako je Ethernet a optické vláknové komunikace.
Signál v přeloženém pásmuSignál v přeloženém pásmu je modulovaný sinusový signál představující digitální bitový tok. Stojí za povšimnutí, že je v některých knihách považován za analogové vysílání, ale ve většině ostatních se o něm mluví jako o digitálním vysílání. Signál je produkován prostřednictvím metod digitální modulace jako je PSK, QAM nebo FSK. Modulace a demodulace se provádí modemovým vybavením. To se používá v bezdrátové komunikaci, přes lokální telefonní sítě i kabelové TV sítě.

## Sériový a paralelní přenos
V telekomunikacích je sériový přenos sekvenční přenos signálu, zastupující znaky nebo jiný druh dat. Digitální sériové přenosy jsou realizovány jako bity posílané přes jeden vodič nebo sekvenčně optickou cestou. Vzhledem k tomu, že tento způsob nevyžaduje tolik práce se signálem (a existuje menší riziko chyby než u paralelního přenosu), může být přenosová rychlost po každé jednotlivé cestě větší. To se dá s výhodou použít na delší vzdálenosti pro kontrolní součet nebo paritní bit.
Paralelní přenos v oblasti telekomunikací znamená současný přenos signálního prvku znaků nebo jiného druhu údajů. V digitální komunikaci je paralelní přenos současným přenosem souvisejících signálních prvků přes dvě nebo více samostatných cest. Používá více vodičů, které mohou přenášet více bitů současně, což umožňuje vyšší rychlost přenosu dat, než jaké lze dosáhnout pomocí sériového přenosu. Tato metoda se používá interně v počítači, například pro vnitřní sběrnice, někdy i externě, například u tiskáren. Hlavním problémem je „zkreslení“ (a přeslechy), protože vodiče při paralelním přenosu mají (záměrně) mírně odlišné vlastnosti. Kvůli tomu mohou být některé bity přijaty dříve než ostatní, což může poškodit zprávu. K řešení tohoto problému se nabízí paritní bit, nicméně paralelní přenos na dlouhé vzdálenosti je stále méně spolehlivý, protože narušení přenosu je mnohem pravděpodobnější.